# Danh sách tiểu hành tinh: 8201–8300
| Tên                 | Tên đầu tiên | Ngày phát hiện       | Nơi phát hiện           | Người phát hiện                                        |
| ------------------- | ------------ | -------------------- | ----------------------- | ------------------------------------------------------ |
| 8201 -              | 1994 AH2     | 5 tháng 1 năm 1994   | Siding Spring           | G. J. Garradd                                          |
| 8202 Gooley         | 1994 CX2     | 11 tháng 2 năm 1994  | Kitami                  | K. Endate, K. Watanabe                                 |
| 8203 Jogolehmann    | 1994 CP10    | 7 tháng 2 năm 1994   | La Silla                | E. W. Elst                                             |
| 8204 Takabatake     | 1994 GC1     | 8 tháng 4 năm 1994   | Kitami                  | K. Endate, K. Watanabe                                 |
| 8205 Van Dijck      | 1994 PE10    | 10 tháng 8 năm 1994  | La Silla                | E. W. Elst                                             |
| 8206 Masayuki       | 1994 WK1     | 27 tháng 11 năm 1994 | Oizumi                  | T. Kobayashi                                           |
| 8207 Suminao        | 1994 YS1     | 31 tháng 12 năm 1994 | Oizumi                  | T. Kobayashi                                           |
| 8208 Volta          | 1995 DL2     | 28 tháng 2 năm 1995  | Sormano                 | P. Sicoli, P. Ghezzi                                   |
| 8209 Toscanelli     | 1995 DM2     | 28 tháng 2 năm 1995  | Sormano                 | P. Sicoli, P. Ghezzi                                   |
| 8210 NANTEN         | 1995 EH      | 5 tháng 3 năm 1995   | Oizumi                  | T. Kobayashi                                           |
| 8211 -              | 1995 EB1     | 5 tháng 3 năm 1995   | Kushiro                 | S. Ueda, H. Kaneda                                     |
| 8212 Naoshigetani   | 1995 EF1     | 6 tháng 3 năm 1995   | Kiyosato                | S. Otomo                                               |
| 8213 -              | 1995 FE      | 26 tháng 3 năm 1995  | Nachi-Katsuura          | Y. Shimizu, T. Urata                                   |
| 8214 Mirellalilli   | 1995 FH      | 29 tháng 3 năm 1995  | La Silla                | S. Mottola                                             |
| 8215 Zanonato       | 1995 FZ      | 31 tháng 3 năm 1995  | Nachi-Katsuura          | Y. Shimizu, T. Urata                                   |
| 8216 Melosh         | 1995 FX14    | 27 tháng 3 năm 1995  | Kitt Peak               | Spacewatch                                             |
| 8217 Dominikhašek   | 1995 HC      | 21 tháng 4 năm 1995  | Ondřejov                | P. Pravec, L. Šarounová                                |
| 8218 Hosty          | 1996 JH      | 8 tháng 5 năm 1996   | Siding Spring           | R. H. McNaught                                         |
| 8219 -              | 1996 JL      | 10 tháng 5 năm 1996  | Chiyoda                 | R. H. McNaught, T. Kojima                              |
| 8220 Nanyou         | 1996 JD1     | 13 tháng 5 năm 1996  | Nanyo                   | T. Okuni                                               |
| 8221 La Condamine   | 1996 NA4     | 14 tháng 7 năm 1996  | La Silla                | E. W. Elst                                             |
| 8222 Gellner        | 1996 OX      | 22 tháng 7 năm 1996  | Kleť                    | M. Tichý, Z. Moravec                                   |
| 8223 Bradshaw       | 1996 PD      | 6 tháng 8 năm 1996   | Prescott                | P. G. Comba                                            |
| 8224 Fultonwright   | 1996 PE      | 6 tháng 8 năm 1996   | Prescott                | P. G. Comba                                            |
| 8225 Emerson        | 1996 QC      | 16 tháng 8 năm 1996  | Portimão                | C. F. Durman, B. M. Ewen-Smith                         |
| 8226 -              | 1996 TF7     | 5 tháng 10 năm 1996  | Nachi-Katsuura          | Y. Shimizu, T. Urata                                   |
| 8227 -              | 1996 VD4     | 8 tháng 11 năm 1996  | Xinglong                | Chương trình tiểu hành tinh Bắc Kinh Schmidt CCD       |
| 8228 -              | 1996 YB2     | 22 tháng 12 năm 1996 | Xinglong                | Beijing Schmidt CCD Asteroid Program                   |
| 8229 Kozelský       | 1996 YU2     | 28 tháng 12 năm 1996 | Ondřejov                | M. Wolf, L. Šarounová                                  |
| 8230 Perona         | 1997 TW16    | 8 tháng 10 năm 1997  | Stroncone               | Stroncone                                              |
| 8231 Tetsujiyamada  | 1997 TX17    | 6 tháng 10 năm 1997  | Kitami                  | K. Endate, K. Watanabe                                 |
| 8232 Akiramizuno    | 1997 UW3     | 16 tháng 10 năm 1997 | Oizumi                  | T. Kobayashi                                           |
| 8233 Asada          | 1997 VZ2     | 5 tháng 11 năm 1997  | Oizumi                  | T. Kobayashi                                           |
| 8234 Nobeoka        | 1997 VK8     | 3 tháng 11 năm 1997  | Geisei                  | T. Seki                                                |
| 8235 Fragonard      | 2096 P-L     | 24 tháng 9 năm 1960  | Palomar                 | C. J. van Houten, I. van Houten-Groeneveld, T. Gehrels |
| 8236 Gainsborough   | 4040 P-L     | 24 tháng 9 năm 1960  | Palomar                 | C. J. van Houten, I. van Houten-Groeneveld, T. Gehrels |
| 8237 Constable      | 7581 P-L     | 17 tháng 10 năm 1960 | Palomar                 | C. J. van Houten, I. van Houten-Groeneveld, T. Gehrels |
| 8238 Courbet        | 4232 T-1     | 26 tháng 3 năm 1971  | Palomar                 | C. J. van Houten, I. van Houten-Groeneveld, T. Gehrels |
| 8239 Signac         | 1153 T-2     | 29 tháng 9 năm 1973  | Palomar                 | C. J. van Houten, I. van Houten-Groeneveld, T. Gehrels |
| 8240 Matisse        | 4172 T-2     | 29 tháng 9 năm 1973  | Palomar                 | C. J. van Houten, I. van Houten-Groeneveld, T. Gehrels |
| 8241 Agrius         | 1973 SE1     | 19 tháng 9 năm 1973  | Palomar                 | C. J. van Houten, I. van Houten-Groeneveld, T. Gehrels |
| 8242 -              | 1975 SA1     | 30 tháng 9 năm 1975  | Palomar                 | S. J. Bus                                              |
| 8243 -              | 1975 SF1     | 30 tháng 9 năm 1975  | Palomar                 | S. J. Bus                                              |
| 8244 Mikolaichuk    | 1975 TO2     | 3 tháng 10 năm 1975  | Nauchnij                | L. I. Chernykh                                         |
| 8245                | 1977 RC9     | 8 tháng 9 năm 1977   | Palomar                 | S. J. Bus                                              |
| 8246 Kotov          | 1979 QT8     | 20 tháng 8 năm 1979  | Nauchnij                | N. S. Chernykh                                         |
| 8247                | 1979 SP14    | 20 tháng 9 năm 1979  | Palomar                 | S. J. Bus                                              |
| 8248 Gurzuf         | 1979 TV2     | 14 tháng 10 năm 1979 | Nauchnij                | N. S. Chernykh                                         |
| 8249 Gershwin       | 1980 GG      | 13 tháng 4 năm 1980  | Kleť                    | A. Mrkos                                               |
| 8250 Cornell        | 1980 RP      | 2 tháng 9 năm 1980   | Anderson Mesa           | E. Bowell                                              |
| 8251 Isogai         | 1980 VA      | 8 tháng 11 năm 1980  | Tōkai                   | T. Furuta                                              |
| 8252                | 1981 EY14    | 1 tháng 3 năm 1981   | Siding Spring           | S. J. Bus                                              |
| 8253                | 1981 EU15    | 1 tháng 3 năm 1981   | Siding Spring           | S. J. Bus                                              |
| 8254                | 1981 EF18    | 2 tháng 3 năm 1981   | Siding Spring           | S. J. Bus                                              |
| 8255                | 1981 EZ18    | 2 tháng 3 năm 1981   | Siding Spring           | S. J. Bus                                              |
| 8256 Shenzhou       | 1981 UZ9     | 25 tháng 10 năm 1981 | Nanking                 | Purple Mountain Observatory                            |
| 8257 Andycheng      | 1982 HO1     | 28 tháng 4 năm 1982  | Anderson Mesa           | E. Bowell                                              |
| 8258                | 1982 RW1     | 15 tháng 9 năm 1982  | Kleť                    | A. Mrkos                                               |
| 8259                | 1983 UG      | 16 tháng 10 năm 1983 | Kleť                    | Z. Vávrová                                             |
| 8260 -              | 1984 SH      | 23 tháng 9 năm 1984  | Smolyan                 | Bulgarian National Observatory                         |
| 8261 Ceciliejulie   | 1985 RD      | 11 tháng 9 năm 1985  | Đài thiên văn Brorfelde | Copenhagen Observatory                                 |
| 8262 Carcich        | 1985 RG      | 14 tháng 9 năm 1985  | Anderson Mesa           | E. Bowell                                              |
| 8263 -              | 1986 QT      | 26 tháng 8 năm 1986  | La Silla                | H. Debehogne                                           |
| 8264 -              | 1986 QA3     | 29 tháng 8 năm 1986  | La Silla                | H. Debehogne                                           |
| 8265 -              | 1986 RB5     | 1 tháng 9 năm 1986   | La Silla                | H. Debehogne                                           |
| 8266 Bertelli       | 1986 TC      | 1 tháng 10 năm 1986  | Bologna                 | Osservatorio San Vittore                               |
| 8267 -              | 1986 TX3     | 4 tháng 10 năm 1986  | Kleť                    | A. Mrkos                                               |
| 8268 Goerdeler      | 1987 SQ10    | 29 tháng 9 năm 1987  | Đài quan sát Tautenburg | F. Börngen                                             |
| 8269 Calandrelli    | 1988 QB      | 17 tháng 8 năm 1988  | Bologna                 | Osservatorio San Vittore                               |
| 8270 Winslow        | 1989 JF      | 2 tháng 5 năm 1989   | Palomar                 | E. F. Helin                                            |
| 8271 -              | 1989 NY      | 2 tháng 7 năm 1989   | Palomar                 | E. F. Helin                                            |
| 8272 -              | 1989 SG      | 24 tháng 9 năm 1989  | Kani                    | Y. Mizuno, T. Furuta                                   |
| 8273 Apatheia       | 1989 WB2     | 29 tháng 11 năm 1989 | Susono                  | M. Akiyama, T. Furuta                                  |
| 8274 Soejima        | 1990 TJ1     | 15 tháng 10 năm 1990 | Kitami                  | K. Endate, K. Watanabe                                 |
| 8275 Inca           | 1990 VR8     | 11 tháng 11 năm 1990 | La Silla                | E. W. Elst                                             |
| 8276 Shigei         | 1991 FL      | 17 tháng 3 năm 1991  | Kiyosato                | S. Otomo, O. Muramatsu                                 |
| 8278 -              | 1991 JJ      | 4 tháng 5 năm 1991   | Kani                    | Y. Mizuno, T. Furuta                                   |
| 8279 Cuzco          | 1991 PN7     | 6 tháng 8 năm 1991   | La Silla                | E. W. Elst                                             |
| 8280 Petergruber    | 1991 PG16    | 7 tháng 8 năm 1991   | Palomar                 | H. E. Holt                                             |
| 8281 -              | 1991 PC18    | 8 tháng 8 năm 1991   | Palomar                 | H. E. Holt                                             |
| 8282 Delp           | 1991 RR40    | 10 tháng 9 năm 1991  | Đài quan sát Tautenburg | F. Börngen                                             |
| 8283 -              | 1991 SV      | 30 tháng 9 năm 1991  | Siding Spring           | R. H. McNaught                                         |
| 8284 Cranach        | 1991 TT13    | 8 tháng 10 năm 1991  | Đài quan sát Tautenburg | F. Börngen                                             |
| 8285 -              | 1991 UK3     | 31 tháng 10 năm 1991 | Kushiro                 | S. Ueda, H. Kaneda                                     |
| 8286 Kouji          | 1992 EK1     | 8 tháng 3 năm 1992   | Kitami                  | K. Endate, K. Watanabe                                 |
| 8287 -              | 1992 EJ4     | 1 tháng 3 năm 1992   | La Silla                | UESAC                                                  |
| 8288 -              | 1992 ED17    | 1 tháng 3 năm 1992   | La Silla                | UESAC                                                  |
| 8289 An-Eefje       | 1992 JQ3     | 3 tháng 5 năm 1992   | La Silla                | H. Debehogne                                           |
| 8290 -              | 1992 NP      | 2 tháng 7 năm 1992   | Palomar                 | E. F. Helin, L. Lee                                    |
| 8291 Bingham        | 1992 RV1     | 2 tháng 9 năm 1992   | La Silla                | E. W. Elst                                             |
| 8292 -              | 1992 SU14    | 30 tháng 9 năm 1992  | Palomar                 | H. E. Holt                                             |
| 8293 -              | 1992 UQ      | 19 tháng 10 năm 1992 | Kushiro                 | S. Ueda, H. Kaneda                                     |
| 8294 Takayuki       | 1992 UM3     | 16 tháng 10 năm 1992 | Kitami                  | K. Endate, K. Watanabe                                 |
| 8295 Toshifukushima | 1992 UN4     | 16 tháng 10 năm 1992 | Kitami                  | K. Endate, K. Watanabe                                 |
| 8296 Miyama         | 1993 AD      | 13 tháng 1 năm 1993  | Kitami                  | K. Endate, K. Watanabe                                 |
| 8297 Gérardfaure    | 1993 QJ4     | 18 tháng 8 năm 1993  | Caussols                | E. W. Elst                                             |
| 8298 Loubna         | 1993 SQ10    | 22 tháng 1 năm 1993  | La Silla                | H. Debehogne, E. W. Elst                               |
| 8299 Téaleoni       | 1993 TP24    | 9 tháng 10 năm 1993  | La Silla                | E. W. Elst                                             |
| 8300 Iga            | 1994 AO2     | 9 tháng 1 năm 1994   | Oizumi                  | T. Kobayashi                                           |